# Manius Valerius Maximus Corvinus Messalla
Pour les articles homonymes, voir Valerius Maximus et Valerius Messalla.
Manius Valerius Maximus Corvinus Messalla est un homme politique romain du IIIe siècle av. J.-C., père de Marcus Valerius Maximus Messala (consul en 226 av. J.-C.).
En 263 av. J.-C. pendant la seconde année de la première guerre punique, il est élu consul. Avec son collègue au consulat Manius Otacilius Crassus, il arrive en Sicile avec quatre légions. Avec un tel effectif, ils soumettent facilement une soixantaine de localités dans la partie orientale de l'île, dont Catane et Tauromenion et forcent le roi de Syracuse Hiéron II à faire la paix avec Rome. Valerius semble avoir eu plus de succès que son collègue, dans la mesure où, d'après les Fastes triomphaux, il est honoré à son retour par un triomphe et l'octroi du surnom de "Messalla", parce qu'il avait pris Messalla (Messine). Il orne le forum avec une horloge solaire rapportée de Catane et placée derrière les Rostres, et fait réaliser dans le pronaos de la Curie Hostilia le tableau d'une bataille des Romains contre les Siciliens et les Carthaginois.  
En 252 av. J.-C., il est censeur. À la suite de la plainte de Aurelius Cotta, il rétrograde 400 chevaliers pour manquement aux ordres dans la guerre en Sicile.